# Între Scila și Caribda

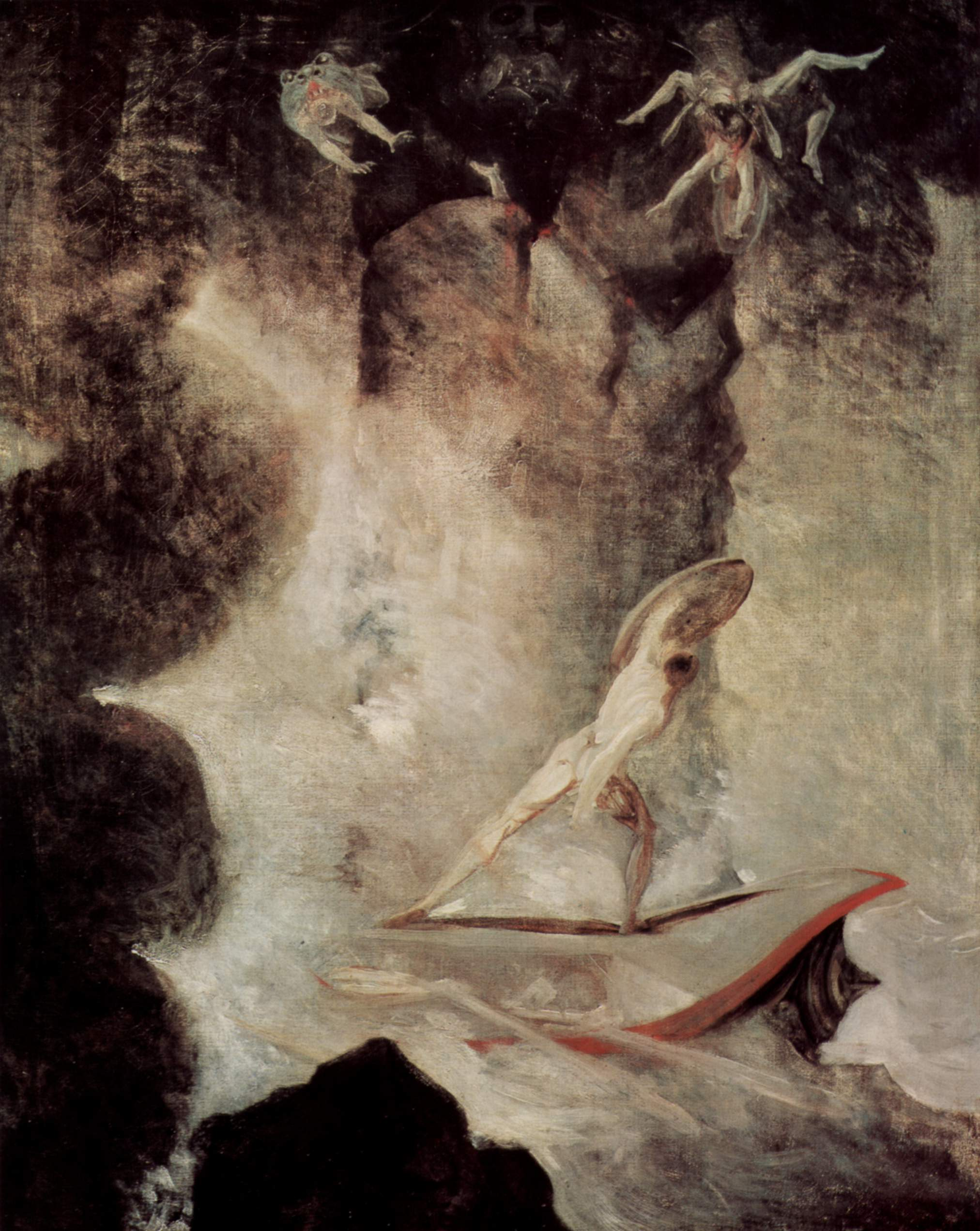
Pictura lui Henry Fuseli cu Ulise în fața alegerii între Scila și Caribda, 1794/1796

A fi între Scila și Caribda este o expresie provenită din mitologia greacă, care înseamnă „a alege între două rele”.

## Mitul și proverbul
Scila și Caribda erau monștri marini mitici menționați de Homer; ei se aflau, potrivit mitologiei grecești, pe părți opuse ale strâmtorii Messina, între Sicilia și Italia continentală. Există explicații raționale pentru cei doi monștri. Scila era un grup de stânci (fiind descrisă ca un monstru marin cu șase capete) pe partea italiană a strâmtorii, în timp ce Caribda era un vârtej aproape de coasta Siciliei. Scila și Caribda erau considerate un obstacol maritim, deoarece erau situate destul de aproape una de cealaltă încât reprezentau o amenințare inevitabilă pentru marinarii care încercau să treacă pe acolo; cei care încercau să o evite pe Caribda treceau prea aproape de Scila și invers. Potrivit lui Homer, Ulise a fost forțat să aleagă cu ce monstru să se confrunte în timp ce trecea prin strâmtoare; el a optat mai degrabă să treacă de Scila și să piardă doar câțiva marinari decât să riște pierderea întregii corăbii în vârtej.
Din cauza unor astfel de povești, navigarea între două pericole a dobândit în cele din urmă un sens de proverb. O expresie echivalentă în limba engleză este „între o stâncă și un loc greu”. Versul latin incidit in scyllam cupiens vitare charybdim (el se îndreaptă către Scila, vrând să o evite pe Caribda) devenise proverbial mai devreme, cu un sens asemănător cu „a sări din lac în puț”. Erasmus l-a menționat ca un vechi proverb în Adagia, deși exemplul cunoscut cel mai vechi este în Alexandreis, un poem epic latin din secolul al XII-lea al lui Walter de Châtillon.

## Referințe culturale și populare

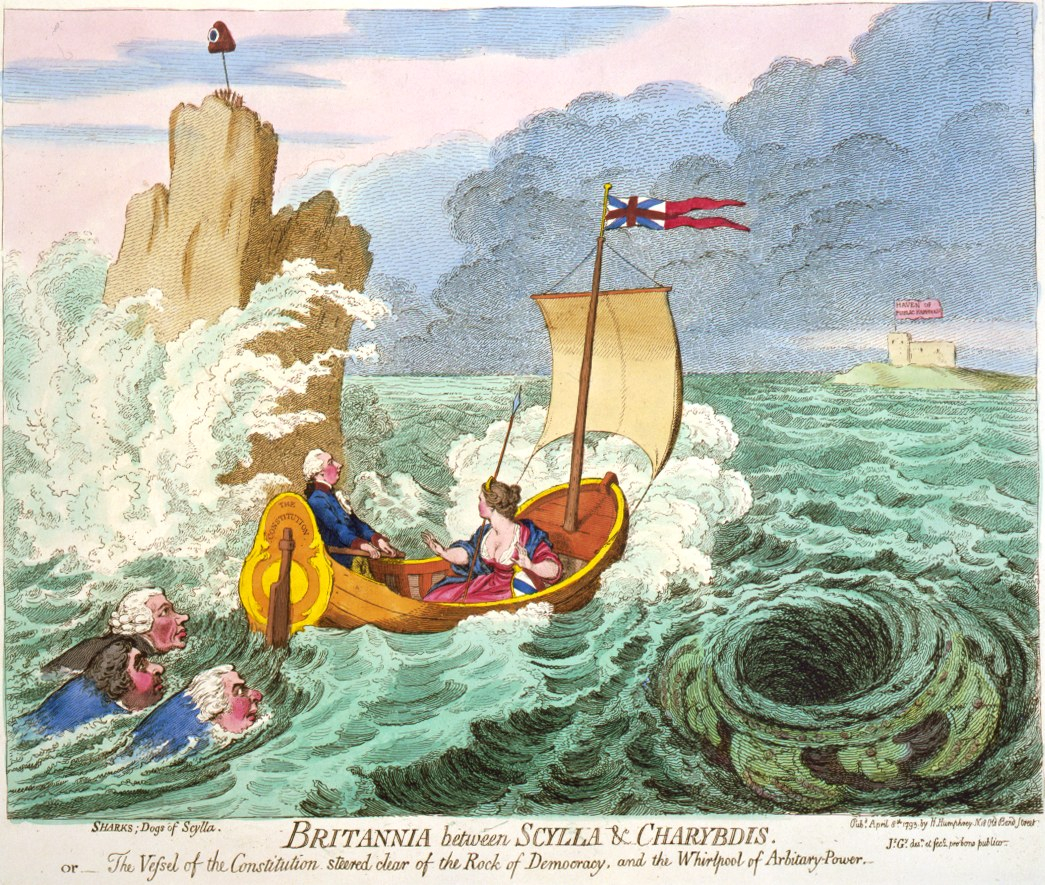
James Gillray, Britannia între Scila și Caribda (1793)